# 大學城 (華盛頓州)
大學城（University Place）位於美國華盛頓州皮尔斯县。2010年美國人口普查時人口為31,144人。
根據華盛頓州地區人均所得，大學城在522個地區中排第81名。

## 資料來源
1. ↑  . United States Census Bureau.   [2008-01-31].
2. ↑  . United States Geological Survey. 2007-10-25  [2008-01-31].

## 外部連結
- 大學城 （页面存档备份，存于）
- 中的“大學城 (華盛頓州)”